# 自衛隊家族会
公益社団法人自衛隊家族会は、自衛隊員の家族らによって構成され、自衛隊を協力・支援する公益社団法人である。防衛協会、隊友会とともに自衛隊協力3団体とよばれることがある。

## 沿革
旧称は全国自衛隊父兄会。1976年、社団法人格取得。1978年5月、月刊紙『おやばと』創刊。2012年、公益社団法人認可。2017年1月1日、現在の名称に改称。